# Dommara Nandyal
Dommara Nandyal là một thị trấn thống kê (census town) của quận Cuddapah thuộc bang Andhra Pradesh, Ấn Độ.

## Nhân khẩu
Theo điều tra dân số năm 2001 của Ấn Độ, Dommara Nandyal có dân số 7678 người. Phái nam chiếm 51% tổng số dân và phái nữ chiếm 49%. Dommara Nandyal có tỷ lệ 54% biết đọc biết viết, thấp hơn tỷ lệ trung bình toàn quốc là 59,5%: tỷ lệ cho phái nam là 67%, và tỷ lệ cho phái nữ là 40%. Tại Dommara Nandyal, 12% dân số nhỏ hơn 6 tuổi.